# Reggenza di Bireuën
La reggenza di Bireuën è una reggenza (in indonesiano: kabupaten) dell'Indonesia, situata nella provincia di Aceh.
Il capoluogo della reggenza è Bireuën.